# La catedral (Auguste Rodin)
La catedral, también nombrada como El arco de la alianza, es una escultura del artista francés Auguste Rodin, concebida en 1908. En ella se muestran dos manos derechas pertenecientes a dos figuras distintas, colocadas de forma que parecen a punto de entrelazarse. La obra tiene una altura de 62,3 cm, ancho de 28,8 y profundidad de 31 cm. Esta fue elaborada en piedra y posteriormente se realizaron vaciados en bronce de la misma.
En un primer momento se le nombró como El arco de la alianza en alusión a la armonía de la comunicación representada por las dos manos derechas de dos seres humanos. Posteriormente se le dio el título de La catedral después de la publicación de Las catedrales de Francia (Les Cathédrales de France en francés), libro escrito por el mismo Auguste Rodin, en 1914.
Este libro se compone de notas que el artista francés había elaborado sobre las catedrales francesas a lo largo de sus viajes, en las cuales se revela su gusto y fascinación por estas construcciones, pues para él hay una serie de factores que el arquitecto debe considerar para emprender la construcción de estos templos como el uso de la razón y el sometimiento a las leyes físicas, también el juego de luces y sombras y la armonía que debe lograr a partir de la combinación de planos geométricos. La armonía era una de las características que, según Rodin, vinculaba a la arquitectura y a la escultura, pues veía:

L'harmonie, dans les corps vivants, résulte du contrebalancement des masses qui se déplacent: la Cathédrale est construite à l'exemple des corps vivants.
La armonía, en los cuerpos vivos, resulta del contrabalance de las masas que se desplazan: las catedrales están construidas según el ejemplo de los cuerpos vivos.
Auguste Rodin Las catedrales de Francia

La catedral, una de sus últimas obras, es de tipo simbólico, es decir, las dos manos son un símbolo de estas edificaciones, las cuales caracterizan y homenajean a una parte de la historia y el paisaje de Francia. Es necesario recordar que durante el periodo en el que Rodin realizó sus viajes en todo el territorio francés por 40 años, se vivía una recuperación ideológica y material de la época medieval, esta última percibida en la restauración de las catedrales góticas y otros edificios de la época medieval.